# Trachoni (Nicosia)
Trachoni (in greco Τραχώνι?; in turco Demirhan) è un villaggio di Cipro, situato a sud di Kythrea, sulla strada principale Nicosia-Famagosta. Esso è situato de iure nel distretto di Nicosia di Cipro e de facto nel distretto di Lefkoşa di Cipro del Nord. Nel 1974 il villaggio era quasi esclusivamente greco-cipriota. 
Nel 2011 il villaggio aveva 530 abitanti.

## Geografia fisica
Il villaggio è situato tre chilometri a sud di Kythrea/Değirmenlik.

## Origini del nome
Goodwin sostiene che Trachoni significa "luogo aspro e sassoso" in greco-cipriota. Nel 1974, i turco-ciprioti cambiarono il nome in Demirhan, che letteralmente significa "locanda di ferro" o "khan (re) di ferro". In Turchia Demirhan è usato anche come nome maschile.

## Società

### Evoluzione demografica
Fino al 1910 il villaggio era misto, con una piccola presenza di turco-ciprioti. Nel censimento ottomano del 1831, i cristiani (greco-ciprioti) costituivano il 55% della popolazione complessiva del villaggio. Sessant'anni dopo, tuttavia, questa percentuale era salita al 90%. Nel censimento del 1911, la popolazione turco-cipriota comprendeva solo due persone. Le ragioni di questi movimenti di popolazione non sono state determinate. D'altra parte, nel corso del periodo britannico la crescita demografica complessiva del villaggio ha mostrato una tendenza all'aumento, passando da 204 persone nel 1891 a 578 nel 1960.
Tutti i greco-ciprioti di questo villaggio sono stati sfollati nell'agosto 1974, in fuga dall'avanzata dell'esercito turco. Attualmente, come il resto dei greco-ciprioti sfollati, i greco-ciprioti di Trachoni sono sparsi in tutto il sud dell'isola, soprattutto nelle città. Il numero dei greco-ciprioti di Trachoni sfollati nel 1974 era di circa 660 (654 nel 1973). Si sa anche che nel villaggio ci sono ventidue persone ancora disperse dal 1974. Queste persone non sono riuscite a fuggire dal villaggio e da allora non si hanno più notizie di loro. La questione è stata oggetto di indagine da parte del comitato bicomunitario per le persone scomparse fin dai primi anni Ottanta.
Attualmente il villaggio è abitato principalmente da sfollati turco-ciprioti provenienti da quattordici diversi villaggi del sud. La maggior parte proviene da Asomatos/Gözügüzel nel distretto di Limassol e da Agios Georgios/Kavaklı, Kouklia/Sakarya e Istinjo (Kios)/Tabanlı nella regione di Paphos. Inoltre ci sono famiglie sfollate da Soskiou/Susuz, Pitargou/Akkargı, Axylou/Aksu, Tera/Çakırlar, Kritou Tera, Agia Varvara nel distretto di Paphos; Pentakomo/Beşevler e Episkopi/Yalova nel distretto di Limassol; e Goshi/Üçşehitler nel distretto di Larnaca. Secondo l'ultimo censimento del 2006, la popolazione totale del villaggio era di 454 abitanti.